# Октаедрит
Октаедритите са един от трите структурни класа на железните метеорити, намерени на Земята. Освен това думата октаедрит е остарял синоним на минерала анатаз, една из трите природни полиморфни модификации на титановия диоксид.

## Минералогия
Според структурната им класификация, исторически железните метеорити са разделени на три групи – хексаедрити, октаедрити и атаксити. Октаедритите представляват най-голямата група железни метеоритни находки.
В едната крайност е групата на хексаедритите, които са съставени почти изцяло от камасит. В другата крайност са атакситите, изградени предимно от тенит и могат да съдържат до около 60 % никел. Октаедритите попадат между тези две групи, тъй като съдържат както камасит, така и тенит. Камаситът е метална сплав от желязо и никел със сребрист цвят, богата на желязо, с около 5,5 % от теглото си никел. Тенитът също е сребриста никел-желязна сплав, но е много по-богат на никел – съдържа никел около 27 – 65 % от теглото си. Общото съдържание на никел в октаедритите варира между 6 и 12 % и по изключение стига до 18 %.
Пролуките с триъгълна форма между по-големите кристали на камасит и тенит често са запълнени от финозърнеста смес от камасит и тенит, наречена плесит. Октаедритите са съставени от много повече камасит, отколкото тенит. Включват и незначителни количества други минерали, например троилит, шрайберзит, кохенит, графит, силикати и други.

## Структура
Кристалната структура на октаедритите е доста отличителна. При охлаждане на магмата камаситът и тенитът кристализират като взаимносвързани плочи с октаедрична геометрия. Състоят се от плочи от минерала камасит, ориентирани успоредно на страните на октаедър (осмостен), откъдето идва и името им. Камаситните плочки започват да нарастват върху тенитните кристални кубчета чрез скъсяване на ъглите им под ъгъл от 45°. С продължаване на този процес скъсените ъгли се срещат в трите оси на симетрия на противоположната страна на куба и образуват осмостен. Междинните пространства се запълват с тенит. Взаимносвързаната подредба на кристалите в октаедритите показва отличителен кръстосан модел на сребристосиви ламели, които се пресичат една с друга под различни ъгли. Този тип структура е наречена видманщетенова. Могат да се появят и нойманови линии, при условие, че ширината на камаситните ламели е около 30 мм. И двата вида линии се разкриват най-добре, когато срязана и полирана повърхност на метеорита е обработена с разредена киселина. Моделът е индикация, че октаедритите са се формирали при относително ниско налягане, бавно охлаждане и кристализация в никел-железните ядра, както би се очаквало, ако се образуват в тела с размерите на астероид.

## Класификация
Октаедритите се класифицират според дебелината на камаситните плочи в тях (ширината на ламелата) и всяка подгрупа съответства на определена химична група от железни метеорити. Това са супер груби, груби, средни, фини. Следващата степен супер фини се характеризират с три различни типа октаедрична структура. Най-фините плеситни октаедрити са преходни между супер фините октаедрити и атакситите. С намаляване на размера на ламелите се увеличава количеството на никел в октаедритите.
| Структурен клас      | Символ | Камасит – дебелина на ламелите (мм) | Съдържание на никел (%) | Свързани химични групи железни метеорити |
| -------------------- | ------ | ----------------------------------- | ----------------------- | ---------------------------------------- |
| Супер груб октаедрит | Ogg    | 3,3 – 50                            | 6,5 – 7,2               | IIAB, IIG                                |
| Груб октаедрит       | Og     | 1,3 – 3,3                           | 6,5 – 8,5               | IAB, IC, IIE, IIIAB, IIIE                |
| Среден октаедрит     | Om     | 0,5 – 1,3                           | 7,4 – 10                | IAB, IID, IIE, IIIAB, IIIF               |
| Фин октаедрит        | Of     | 0,2 – 0,5                           | 7,8 – 13                | IID, IIICD, IIIF, IVA                    |
| Супер фин октаедрит  | Off    | < 0,2                               | 7,8 - 13                | IIC, IIICD                               |
| Плеситен октаедрит   | Opl    | < 0,2                               | 9,2 - 18                | IIC, IIF                                 |